# Université Ștefan cel Mare
L'université Ștefan cel Mare est une université publique roumaine fondée en 1990 et située à Suceava, dans le Județ de Suceava en Bucovine (une région historique de Roumanie) et le Nord du pays.

## Historique
Avant d'être une université à partir de 1990, l'établissement était un institut pédagogique depuis 1963.

## Organisation
L'université Ștefan cel Mare est constituée de neuf facultés qui proposent des formations de licence et de master :
- Faculté d’éducation physique et sportive
- Faculté de génie alimentaire
- Faculté de génie électrique et informatique
- Faculté de génie mécanique, mécatronique et management
- Faculté d’histoire et géographie
- Faculté des lettres et sciences de la communication
- Faculté de sylviculture
- Faculté des sciences de l’éducation
- Faculté des sciences économiques et d'administration publique

Certaines de ses facultés offrent aussi des études universitaires de doctorat (Faculté de génie électrique et informatique, faculté de génie mécanique, mécatronique et management, faculté d’histoire et géographie, faculté des lettres et sciences de la communication, faculté de sylviculture).